# Iberystyka

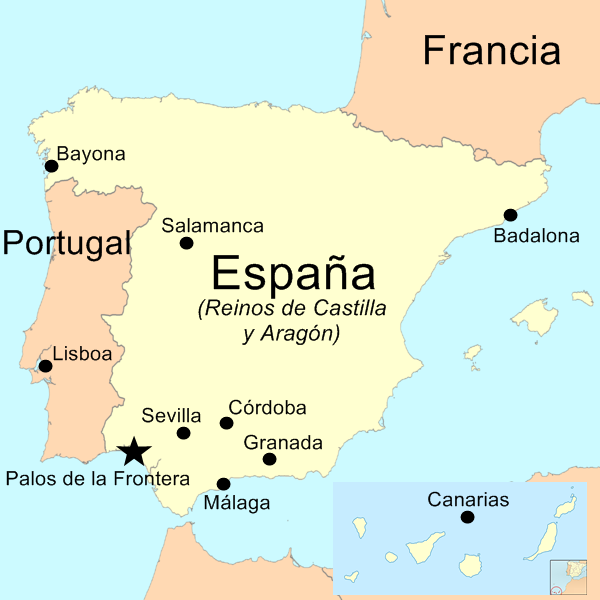
Półwysep Iberyjski

Iberystyka – dział nauki zajmujący się literaturą, kulturą, historią Hiszpanii i Portugalii oraz językami: hiszpańskim i portugalskim. Iberystyka jako nauka na uniwersytecie podzielona jest na dwie sekcje:
- hispanistykę – obejmującą naukę języka hiszpańskiego oraz obejmującą wiedzę na temat Hiszpanii i krajów hiszpańskojęzycznych.
- portugalistykę – obejmującą naukę języka portugalskiego oraz wiedzę na temat kultury i historii Portugalii i krajów portugalskojęzycznych.